# 甑山教
甑山教（チュンサンギョ、朝: 증산교）とは韓国で二種類の用法があり、一つは姜一淳を甑山上帝と呼び信仰の対象とする宗教の総称である。甑山宗教、甑山系宗教も同じ意味で使われる。二つ目は李祥昊（朝: 이상호）が立てた「甑山教」という宗教を指す。
東学の挫折の混乱の中、1911年に姜甑山の妻・高判礼が初めて教団を創立したが、朝鮮総督府の弾圧により、車京錫の普天教、金亨烈の弥勒仏教、他に甑山大道教、済化教、太乙教、東華教、順天教など様々な派に分かれた。今日の甑山道、太極道、大巡真理会なども全て姜甑山から正統性を受けたと主張している。